# Apogon maculipinnis
 Apogon maculipinnis és una espècie de peix de la família dels apogònids i de l'ordre dels perciformes. Viu al mar, a l'oest de l'oceà Índic: Maldives.